# دوبوویتسه
دوبوویتسه (به چکی: Dubovice) یک منطقهٔ مسکونی در جمهوری چک است که در ناحیه پلهریموو واقع شده‌است. دوبوویتسه ۳٫۰۳ کیلومتر مربع مساحت و ۶۳ نفر جمعیت دارد و ۵۵۶ متر بالاتر از سطح دریا واقع شده‌است.